# LGG乳酸菌
LGG乳酸菌（-にゅうさんきん）は、1983年に健康な人間の腸管から分離されたLacticaseibacillus rhamnosus（ラクチカゼイバチルス　ラムノサス）（旧学名：Lactobacillus rhamnosus（ラクトバチルス ラムノサス））の菌株Lactobacillus rhamnosus GG（ATCC 53103）のことで、クリスチャンハンセン社の商標。

## 概要
シャーウッド・ゴルバッハとバリー・ゴールディンによって1985年4月17日に特許を申請された。「GG」は彼らの姓の最初の文字に由来する。この特許では、「L.アシドフィルスGG」として申請されたが、後にL.ラムノサスの菌株として再分類された。
この特許では、LGG乳酸菌（Lactobacillus rhamnosus（ラクトバチルス ラムノサス）GG)は酸および胆汁に安定であり、ヒトの腸粘膜細胞に対して優れた結合力を持ち、乳酸を産生するとされている。
LGG乳酸菌（Lactobacillus rhamnosus（ラクトバチルス ラムノサス）GG）は発見以来、さまざまな健康上の利点について広く研究されており、現在、1300を超える科学的研究を行っている世界で最も研究されているプロバイオティクス細菌である。

## 学名の変更
2020年、Zheng et al. はそれまでに Lactobacillus 属に分類されていた全ての菌種 (261 菌種, 2019年8月19日現在) の基準株のゲノムデータを用い、ゲノムレベルで属分類の再評価を行った。これにより、「Lactobacillus rhamnosus」	「Lacticaseibacillus rhamnosus」に再分類された。

## 医学研究と用途
Lactobacillus rhamnosus GG（ATCC 53103）は、胃酸と胆汁により死滅せず生き残ることが知られている、消化管にコロニーを形成し、腸内細菌叢のバランスをとるとされているが、定着することはなく一過性である可能性が高いことが示唆されている。多くの機能を有し、さまざまな病気の治療に役立つプロバイオティクスとみなされている。

### 下痢への効果
Lactobacillus rhamnosus GG（ATCC 53103）は、予防効果が知られている。子供のロタウイルス性下痢を含むさまざまな種類の下痢の予防と治療が子供と大人で示されている。抗生物質関連下痢および院内下痢の予防に有益である可能性があり、これは、ヨーロッパにおける医療ガイドラインにも掲載されている。Lactobacillus rhamnosus GG（ATCC 53103）は、旅行者下痢のリスクを軽減する可能性があることが報告されている。

### 急性胃腸炎への効果
システマチックレビューとランダム化比較試験（RCT）に基づいてESPGHANプロバイオティクスおよびプレバイオティクスワーキンググループが発表した論文では、分補給療法に加えてLactobacillus rhamnosus GG（ATCC 53103）を投与することで急性胃腸炎の小児の管理に考慮される可能性があることを示唆されている。

### アトピー性皮膚炎への効果
Lactobacillus rhamnosus GG（ATCC 53103）は、非ランダム化臨床観察で、サプリメントとしてラクトバチルスラムノサスを投与された小児アトピー性皮膚炎患者の生活の質が大幅に改善されることが報告された。

## 日本国内で発売されているLGG乳酸菌（ATCC 53103）を含む国産製品
- ヨーグルトタイプ「おなかへGG」[13]（タカナシ乳業）
- 顆粒タイプ「生きて腸まで届く乳酸菌　顆粒タイプ」[14]（タカナシ乳業）
- タブレットタイプ「melito　乳酸菌LGG」[15]（帝人）
- チュアブルタイプ「おなかラクト」[16]（おなかラクト）